# Bertolínia (microregio)
Bertolínia is een van de 15 microregio's van de Braziliaanse deelstaat Piauí. Zij ligt in de mesoregio Sudoeste Piauiense en grenst aan de microregio's Alto Médio Gurguéia, Alto Parnaíba Piauiense, Chapadas das Mangabeiras (MA), Chapadas do Alto Itapecuru (MA), Floriano en São Raimundo Nonato. De microregio heeft een oppervlakte van ca. 11.235 km². In 2006 werd het inwoneraantal geschat op 38.374.
Negen gemeenten behoren tot deze microregio:
- Antônio Almeida
- Bertolínia
- Colônia do Gurguéia
- Eliseu Martins
- Landri Sales
- Manoel Emídio
- Marcos Parente
- Porto Alegre do Piauí
- Sebastião Leal

Mesoregio's: Centro-Norte Piauiense · Norte Piauiense · Sudeste Piauiense · Sudoeste Piauiense

Microregio's: Alto Médio Canindé · Alto Médio Gurguéia · Alto Parnaíba Piauiense · Baixo Parnaíba Piauiense · Bertolínia · Campo Maior · Chapadas do Extremo Sul Piauiense · Floriano · Litoral Piauiense · Médio Parnaíba Piauiense · Picos · Pio IX · São Raimundo Nonato · Teresina · Valença do Piauí